# Merdeka 118
Merdeka 118, dříve také známý jako PNB 118, KL 118 nebo Menara Warisan Tower, je mrakodrap nacházející se v Kuala Lumpuru, hlavním městě Malajsie. Po svém dokončení v listopadu 2023 se stal nejvyšší stavbou v Malajsii, když překonal mrakodrap The Exchange 106, a současně druhou nejvyšší budovou světa . Mrakodrap má celkem 118 pater (z toho 5 pod úrovní terénu), střecha se nachází ve výšce 518,2 m a se špicí dosahuje výšky 678,9 m. Stavba započala v roce 2014 a slavnostně byla otevřena v lednu 2024. Její cena činí 1,5 miliardy amerických dolarů (33,75 miliard Kč). Na vrcholu mrakodrapu, ve výšce 566 m, se rozkládá rozhledna pro veřejnost.
Název mrakodrapu v malajštině znamená nezávislost, inspirací pro pojmenování byl nedaleký stadion Merdeka, kde v roce 1957 byla vyhlášena nezávislost Malajsie na Britském impériu.

## Galerie

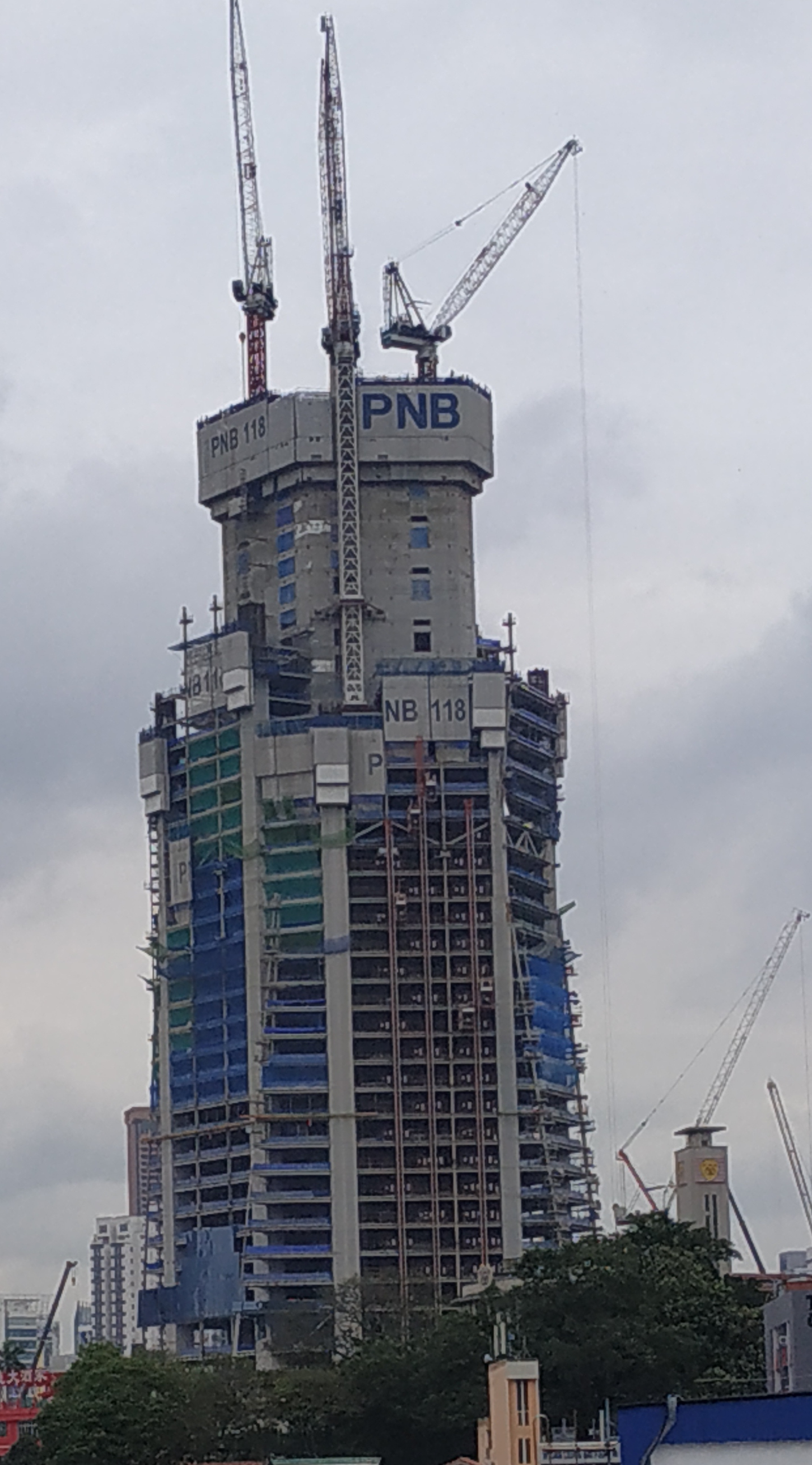
Výstavba mrakodrapu
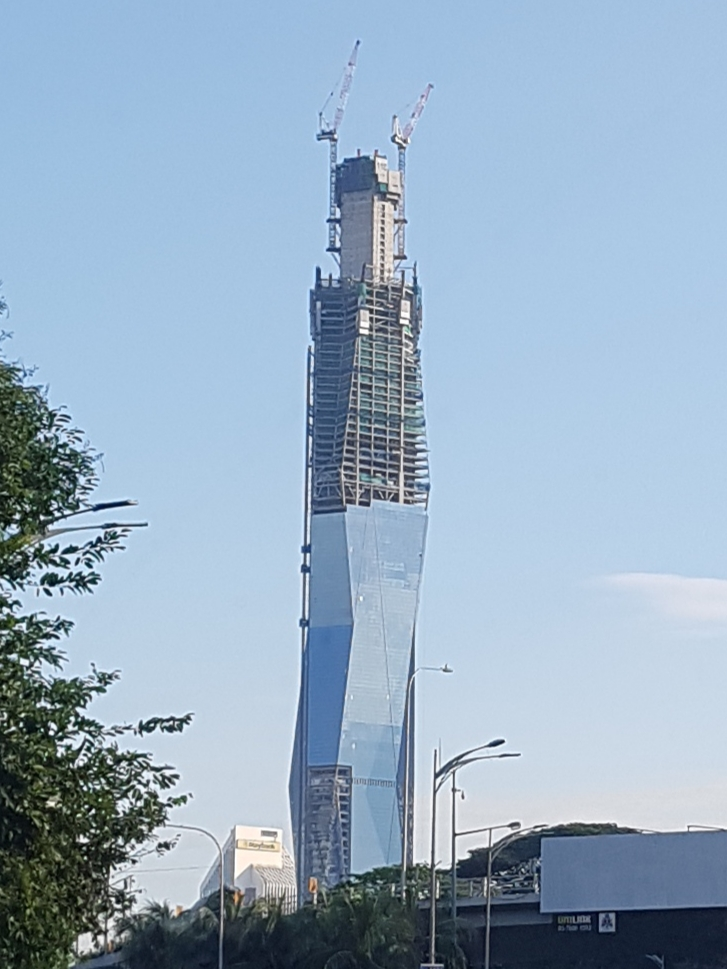
Zasklívání mrakodrapu
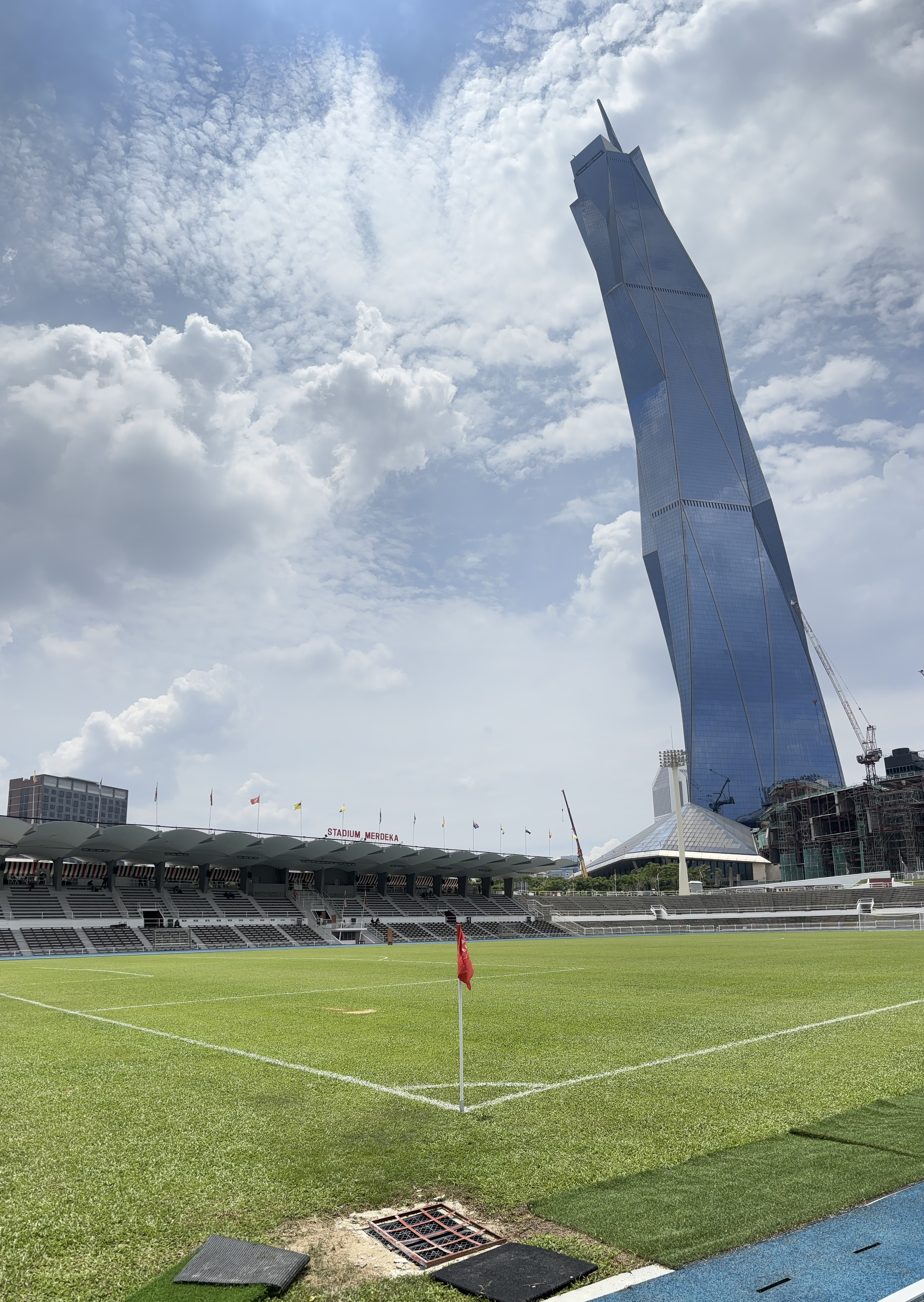
Pohled na mrakodrap ze stadionu Merdeka
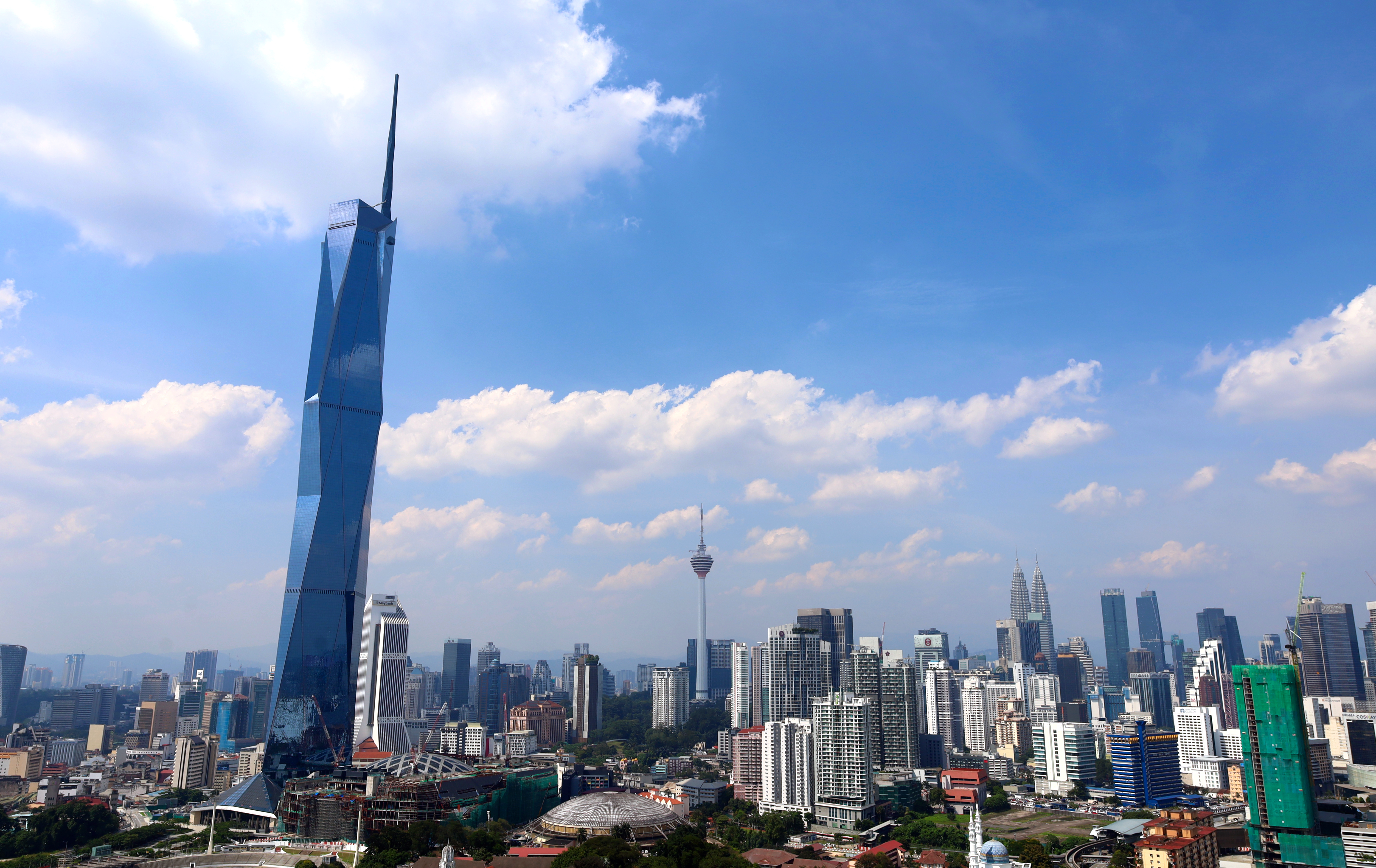
Merdeka 118 v porovnání s ostatními mrakodrapy v Kuala Lumpur
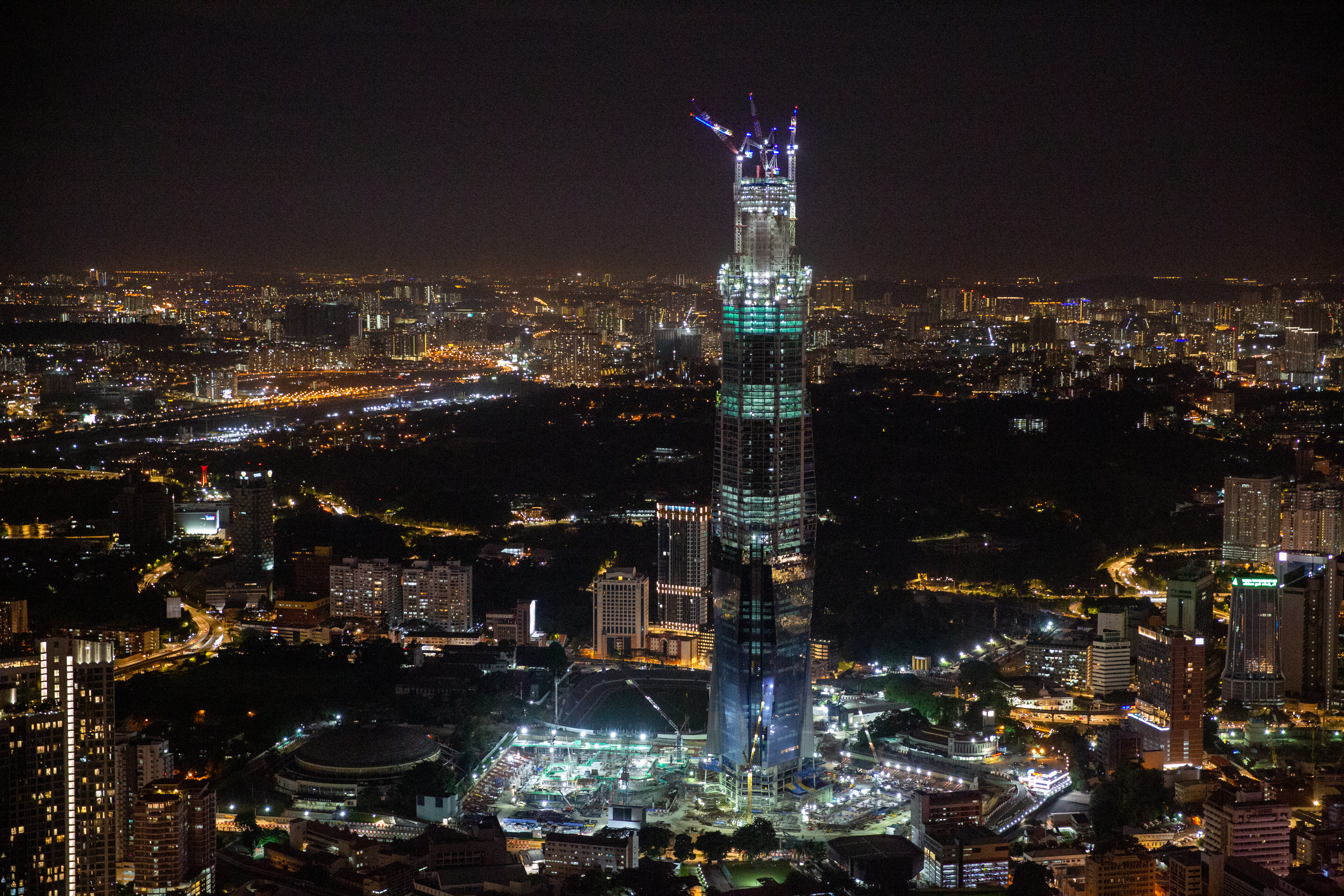
Osvětlení mrakodrapu v noci